# Torn – Wanderer der Zeit
Torn – Wanderer der Zeit ist eine Dark-Fantasy-Serie, die vom 13. März 2001 bis 2003 als Heftroman im Bastei-Verlag erschien. Bei Band 1, 42 und 50 gab es in der Heftserie jeweils ein Variant-Cover.
Nach der Einstellung mit Band 50 wurde die Serie als Hardcover im Zaubermond-Verlag fortgesetzt. Torn wurde von Michael J. Parrish (Michael Peinkofer) konzipiert und von ihm als Hauptautor geschrieben.

## Autoren der Heftromane
Neben Michael J. Parrish gab es bei den Heftromanen nur drei weitere Autoren:
- Roger Clement (Martin Barkawitz): Band 08
- Ashe Hyams (Jens H. Altmann): Band 46
- Steve Salomo (Peter Thannisch): Band 11+12, 24+25, 43+44

## Fortführung im Hardcover
Ab Band 12 hieß die Serie Torn – Erbe der Wanderer. Ab Band 13 war Christian Montillon fester Co-Autor der Serie. Des Weiteren schrieb Lars Urban einige Bände. Mit Band 35 "Numquam" wurde die Reihe im Dezember 2011 eingestellt.
Ab Juni 2007 erschien im Zaubermond-Verlag unter dem Titel Torn – Classics eine Neuauflage der Heftromane als Hardcover. Für die Neuauflage wurden die Original-Manuskripte von Michael J. Parrish überarbeitet. Mangels Erfolg wurde die Reihe nach zwei Bänden eingestellt.
Ab Juli 2009 erschien die Heftserie als E-Book im Verlag Thomas Knip.

## Titelliste und VÖ (Heftromane – Bastei-Verlag)
1. Verflucht für alle Ewigkeit – 13. März 2001 (auch mit Variant-Cover)
2. Das Jüngste Gericht – 27. März 2001
3. Tag der Abrechnung – 10. April 2001
4. Am Rande der Zeit – 24. April 2001
5. Wenn der Totengott erwacht – 8. Mai 2001
6. Dämonen des Krieges – 22. Mai 2001
7. Der dunkle Schlund – 5. Juni 2001
8. Der Stachel des Skorpions – 19. Juni 2001
9. Morgos Rache – 3. Juli 2001
10. Die Nacht des Jägers – 17. Juli 2001
11. Die Höllenmaschine – 31. Juli 2001
12. Kloster des Grauens – 14. August 2001
13. Gestrandet in Raum und Zeit – 28. August 2001
14. Torcator der Folterer – 11. September 2001
15. Der Gott des Dschungels – 25. September 2001
16. Sand des Todes – 9. Oktober 2001
17. Die Eishöhle – 23. Oktober 2001
18. Saat des Grauens – 6. November 2001
19. Der Kerker von Krigan – 20. November 2001
20. Der Befreier – 4. Dezember 2001
21. Kampf um das Dämonichron – 17. Dezember 2001
22. Herbst des Schreckens – 2. Januar 2002
23. Das Netz der Dimensoren – 15. Januar 2002
24. Wo Dämonen herrschen … - 29. Januar 2002
25. Die Festung der Qual – 12. Februar 2002
26. Arena der Todgeweihten – 26. Februar 2002
27. Schwingen des Todes – 12. März 2002
28. In den Kanälen von Paris – 26. März 2002
29. Die Affenwelt – 9. April 2002
30. Heer der Finsternis – 23. April 2002
31. Die Spur des Wolfs – 7. Mai 2002
32. Der Inquisitor – 21. Mai 2002
33. Zirkus des Grauens – 5. Juni 2002
34. Die Schlacht in den Sümpfen – 18. Juni 2002
35. Die Stunde der Rache – 2. Juli 2002
36. Die Klinge des Wanderers – 16. Juli 2002
37. Planet der Vergessenen – 30. Juli 2002
38. Am Fluss des Todes – 13. August 2002
39. Der Vampyr von London – 27. August 2002
40. Im Strudel der Zeit – 10. September 2002
41. Die Sklaven von Kalderon – 24. September 2002
42. In der Gewalt Mathrigos – 8. Oktober 2002 (auch mit Variant-Cover)
43. Rückkehr in die Welt des Grauens – 22. Oktober 2002
44. Die Schlacht um Rattakk – 5. November 2002
45. Bibliothek des Schreckens – 19. November 2002
46. Pesthauch des Todes – 3. Dezember 2002
47. Der Höllenzug – 17. Dezember 2002
48. Waffenbrüder – 2. Januar 2003
49. Abrechnung im Cho´gra – 16. Januar 2003
50. Allein – 30. Januar 2003 (auch mit Variant-Cover)

## Titelliste und VÖ (Hardcover – Zaubermond-Verlag)
1. Odyssee durch Zeit und Raum 	– März 2003
2. Die letzte Kolonie – Juni 2003
3. Der Weg des Kriegers – September 2003
4. Der Weltenvernichter – Dezember 2003
5. Kampf um die Erde – März 2004
6. Das Killerkorps – Juni 2004
7. Rückkehr zur Festung – September 2004
8. Das letzte Gefecht – Dezember 2004
9. Ein neuer Wanderer – März 2005
10. Die Rückkehr der Wanderer – Juni 2005
11. Das Geheimnis der Wanderer – September 2005
12. Kha'tex – Dezember 2005
13. Vortex – März 2006
14. Herrscher des Cho'gra – Juni 2006
15. Auge in Auge – September 2006
16. Spiegel des Bösen – Dezember 2006
17. Hort der Finsternis – März 2007
18. Blutrache – Juni 2007
19. Der Weg ins Cho'gra
20. Im Visier der Lu'cen
21. Der vergessene Gort
22. Legion des Grauens
23. Nemesis – August 2008
24. Der Stern des Lichts – November 2008
25. Zeitendämmerung
26. Unvergessen
27. Nach dem Cho'gra
28. Tattoo
29. Aufstand der Calahi
30. Die zweite Festung – September 2010
31. Die Bestie von Shanghai – Dezember 2010
32. Doppelgänger – März 2011
33. Krieger des Kha'tex – Juni 2011
34. Die Blutgaleere – September 2011
35. Numquam – Dezember 2011 (Abschlussband)

## Titelliste und VÖ (Torn Classics – Zaubermond-Verlag)
1. Am Rande der Zeit – Juni 2007
2. Der Kampf beginnt – Mai 2008
3. Im Auftrag der Lu'cen – nur angekündigt, nicht mehr erschienen